# Радогощинське сільське поселення
Радогощинське сільське поселення — муніципальне утворення у складі Бокситогорського району Ленінградської області. Адміністративний центр — присілок Радогощ. На території поселення розташовано 27 населених пунктів.

## Склад
В склад поселення входять 2 селища та 25 присілків:
| Населений пункт | Тип нп   | Населення, осіб (2012) |
| --------------- | -------- | ---------------------- |
| Радогощ         | присілок | 362                    |
| Абрамова Гора   | присілок | 1                      |
| Амосова Гора    | присілок | 0                      |
| Біла            | присілок | 15                     |
| Бєлячиха        | присілок | 10                     |
| Боброзеро       | присілок | 23                     |
| Бор             | селище   | 6                      |
| Борисовщина     | присілок | 2                      |
| Бочево          | присілок | 8                      |
| Дмитрово        | присілок | 1                      |
| Койгуші         | присілок | 1                      |
| Корвала         | присілок | 13                     |
| Котали-Усадище  | присілок | 0                      |
| Красноборський  | селище   | 23                     |
| Красний Бор     | присілок | 3                      |
| Лахта           | присілок | 2                      |
| Окулово         | присілок | 1                      |
| Остров          | присілок | 0                      |
| Петрово         | присілок | 3                      |
| Пожарище        | присілок | 5                      |
| Прокушево       | присілок | 4                      |
| Пудрино         | присілок | 0                      |
| П'ятино         | присілок | 4                      |
| Саньків Бор     | присілок | 0                      |
| Сидорово        | присілок | 29                     |
| Тедрово         | присілок | 2                      |
| Чайгіно         | присілок | 2                      |